# جوردان لارسون
جوردان لارسون (بالسويدية: Jordan Larsson)‏ (20 يونيو 1997 هولندا - ) هو لاعب كرة قدم سويدي، يلعب كمهاجم.

## روابط خارجية
- جوردان لارسون على موقع الاتحاد الأوربي (الإنجليزية)
- جوردان لارسون على موقع اتحاد السويد (السويدية)
- جوردان لارسون على موقع قاعدة بيانات كرة القدم.إي يو (الإنجليزية)
- جوردان لارسون على موقع ناشيونال فوتبول تيمز (الإنجليزية)
- جوردان لارسون على موقع Soccerway.com (الإنجليزية)
- جوردان لارسون على موقع عالم كرة القدم.نت (الإنجليزية)
- جوردان لارسون على موقع أوليمبيديا (الإنجليزية)